# Mathias Graf
Mathias Graf (förnamnet stavas ibland Matthias), född 8 maj 1903 i Sankt Mang, Kempten, död 17 februari 1994 i Kempten, var en tysk SS-Untersturmführer. Han var medlem av Einsatzkommando 6 inom Einsatzgruppe C, som begick massmord på judar och politruker i Ukraina.
Graf dömdes till tre års fängelse vid Einsatzgruppenrättegången 1947–1948. Då Graf hade suttit i fängsligt förvar sedan andra världskrigets slut 1945, ansåg domstolen att han hade avtjänat sitt straff och frisläppte honom den 10 april 1948.

### Webbkällor
- Domen mot Mathias Graf